# Coppa del Mondo di freestyle 2019
La Coppa del Mondo di freestyle 2019 è iniziata il 7 settembre 2018 a Cardrona, in Nuova Zelanda, e si è conclusa il 30 marzo 2019 a Silvaplana, in Svizzera. La Coppa del Mondo organizzata dalla FIS prevedeva 6 discipline: salti, gobbe, halfpipe, ski cross, slopestyle e big air. Oltre alla Coppa del Mondo generale, sono state assegnate anche le Coppe del Mondo delle singole specialità.
Hanno conquistato la Coppa del Mondo generale il canadese Mikaël Kingsbury tra gli uomini, alla sua ottava vittoria consecutiva, e la francese Perrine Laffont tra le donne.

## Uomini

### Risultati
| Data             | Località               | Nazione       | Spec. | Primo                                  | Secondo                                 | Terzo                                   |
| ---------------- | ---------------------- | ------------- | ----- | -------------------------------------- | --------------------------------------- | --------------------------------------- |
| 7 settembre 2018 | Cardrona               | Nuova Zelanda | BA    | Andri Ragettli                         | Evan McEachran                          | Finn Bilous                             |
| 4 novembre 2018  | Modena                 | Italia        | BA    | Birk Ruud                              | Alexander Hall                          | Andri Ragettli                          |
| 23 novembre 2018 | Alpi dello Stubai      | Austria       | SS    | Henrik Harlaut                         | Mac Forehand                            | Ferdinand Dahl                          |
| 7 dicembre 2018  | Copper Mountain        | Stati Uniti   | HP    | Aaron Blunck                           | Miguel Porteous                         | David Wise                              |
| 7 dicembre 2018  | Ruka                   | Finlandia     | MO    | Mikaël Kingsbury                       | Benjamin Cavet                          | Walter Wallberg                         |
| 7 dicembre 2018  | Val Thorens            | Francia       | SX    | annullata                              | annullata                               | annullata                               |
| 8 dicembre 2018  | Val Thorens            | Francia       | SX    | annullata                              | annullata                               | annullata                               |
| 15 dicembre 2018 | Montafon               | Austria       | SX    | annullata                              | annullata                               | annullata                               |
| 15 dicembre 2018 | Thaiwoo                | Cina          | MO    | Mikaël Kingsbury                       | Ikuma Horishima                         | Dmitriy Reiherd                         |
| 16 dicembre 2018 | Thaiwoo                | Cina          | DM    | Mikaël Kingsbury                       | Oskar Elofsson                          | Benjamin Cavet                          |
| 17 dicembre 2018 | Arosa                  | Svizzera      | SX    | Jonas Lenherr                          | Victor Öhling Norberg                   | Alex Fiva                               |
| 20 dicembre 2018 | Secret Garden          | Cina          | HP    | Simon d'Artois                         | Nico Porteous                           | Hunter Hess                             |
| 21 dicembre 2018 | San Candido            | Italia        | SX    | Jonathan Midol                         | Bastien Midol                           | Brady Leman                             |
| 22 dicembre 2018 | San Candido            | Italia        | SX    | Joos Berry                             | Bastien Midol                           | Jonathan Midol                          |
| 12 gennaio 2019  | Font-Romeu-Odeillo-Via | Francia       | SS    | Alexander Hall                         | Philippe Langevin                       | Andri Ragettli                          |
| 12 gennaio 2019  | Calgary                | Canada        | MO    | Mikaël Kingsbury                       | Walter Wallberg                         | Daichi Hara                             |
| 18 gennaio 2019  | Lake Placid            | Stati Uniti   | MO    | Benjamin Cavet                         | Walter Wallberg                         | Matt Graham                             |
| 19 gennaio 2019  | Lake Placid            | Stati Uniti   | AE    | Maksim Burov                           | Wang Xindi                              | Stanislav Nikitin                       |
| 19 gennaio 2019  | Idre                   | Svezia        | SX    | Alex Fiva                              | Bastien Midol                           | Daniel Traxler                          |
| 20 gennaio 2019  | Idre                   | Svezia        | SX    | Jean-Frédéric Chapuis                  | Daniel Traxler                          | Romain Détraz                           |
| 26 gennaio 2019  | Blue Mountain          | Canada        | SX    | Brady Leman                            | Bastien Midol                           | Johannes Rohrweck                       |
| 26 gennaio 2019  | Mont Tremblant         | Canada        | MO    | Mikaël Kingsbury                       | Ikuma Horishima                         | Dmitriy Reiherd                         |
| 27 gennaio 2019  | Alpe di Siusi          | Italia        | SS    | Max Moffatt                            | Oliwer Magnusson                        | Kiernan Fagan                           |
| 13 febbraio 2019 | San Pietroburgo        | Russia        | AE    | annullata                              | annullata                               | annullata                               |
| 16 febbraio 2019 | Calgary                | Canada        | HP    | David Wise                             | Nico Porteous                           | Noah Bowman                             |
| 16 febbraio 2019 | Feldberg               | Germania      | SX    | Ryan Regez                             | Florian Wilmsmann                       | Kevin Drury                             |
| 16 febbraio 2019 | Mosca                  | Russia        | AE    | Stanislav Nikitin                      | Wang Xindi                              | Noé Roth                                |
| 17 febbraio 2019 | Feldberg               | Germania      | SX    | Jean-Frédéric Chapuis                  | Romain Détraz                           | Ryan Regez                              |
| 23 febbraio 2019 | Minsk                  | Bielorussia   | AE    | Maksim Burov                           | Anton Kušnir                            | Stanislav Nikitin                       |
| 23 febbraio 2019 | Sunny Valley           | Russia        | SX    | Bastien Midol                          | Filip Flisar                            | Jean-Frédéric Chapuis                   |
| 23 febbraio 2019 | Tazawako               | Giappone      | MO    | Mikaël Kingsbury                       | Philippe Marquis                        | Bradley Wilson                          |
| 24 febbraio 2019 | Sunny Valley           | Russia        | SX    | Bastien Midol                          | Alex Fiva                               | Brady Leman                             |
| 24 febbraio 2019 | Tazawako               | Giappone      | DM    | Mikaël Kingsbury                       | Ikuma Horishima                         | Benjamin Cavet                          |
| 2 marzo 2019     | Shymbulak              | Kazakistan    | MO    | Ikuma Horishima                        | Mikaël Kingsbury                        | Walter Wallberg                         |
| 2 marzo 2019     | Shimao Lotus Mountain  | Cina          | AE    | Sun Jiaxu                              | Wang Xindi                              | Eric Loughran                           |
| 3 marzo 2019     | Shymbulak              | Kazakistan    | DM    | annullata                              | annullata                               | annullata                               |
| 3 marzo 2019     | Shimao Lotus Mountain  | Cina          | AE    | Sun Jiaxu                              | Noé Roth                                | Anton Kušnir                            |
| 3 marzo 2019     | Shimao Lotus Mountain  | Cina          | AET   | Cina I Xu Mengtao Sun Jiaxu Wang Xindi | Cina II Xu Sicun Yang Longxiao Wu Shudi | Cina III Jia Liya Li Boyan Yang Renlong |
| 9 marzo 2019     | Mammoth Mountain       | Stati Uniti   | HP    | Birk Irving                            | Simon d'Artois                          | Thomas Krief                            |
| 10 marzo 2019    | Mammoth Mountain       | Stati Uniti   | SS    | Mac Forehand                           | Ferdinand Dahl                          | Kiernan Fagan                           |
| 16 marzo 2019    | Québec                 | Canada        | BA    | Lukas Müllauer                         | Fabian Bösch                            | Andri Ragettli                          |
| 17 marzo 2019    | Québec                 | Canada        | SS    | annullata                              | annullata                               | annullata                               |
| 17 marzo 2019    | Veysonnaz              | Svizzera      | SX    | Jean-Frédéric Chapuis                  | Brady Leman                             | Bastien Midol                           |
| 21 marzo 2019    | Tignes                 | Francia       | HP    | annullata                              | annullata                               | annullata                               |
| 23 marzo 2019    | Oslo                   | Norvegia      | BA    | annullata                              | annullata                               | annullata                               |
| 30 marzo 2019    | Silvaplana             | Svizzera      | SS    | Andri Ragettli                         | Colby Stevenson                         | Fabian Bösch                            |

Legenda: 

AE = Salti 

BA = Big air 

HP = Halfpipe 

MO = Gobbe 

DM = Gobbe in parallelo 

SS = Slopestyle 

SX = Ski cross 

T = gara a squadre

### Classifiche

#### Generale
| Pos. | Nome                  | Nazione     | Punti |
| ---- | --------------------- | ----------- | ----- |
| 1    | Mikaël Kingsbury      | Canada      | 91,67 |
| 2    | Bastien Midol         | Francia     | 68,73 |
| 3    | Wang Xindi            | Cina        | 63,20 |
| 4    | Sun Jiaxu             | Cina        | 59,60 |
| 5    | Ikuma Horishima       | Giappone    | 57,44 |
| 6    | Benjamin Cavet        | Francia     | 52,22 |
| 7    | Jean-Frédéric Chapuis | Francia     | 52,00 |
| 8    | Walter Wallberg       | Svezia      | 51,22 |
| 9    | Simon d'Artois        | Canada      | 51,20 |
| 10   | Anton Kušnir          | Bielorussia | 49,80 |

#### Salti
| Pos. | Nome              | Nazione     | Punti |
| ---- | ----------------- | ----------- | ----- |
| 1    | Wang Xindi        | Cina        | 316   |
| 2    | Sun Jiaxu         | Cina        | 298   |
| 3    | Anton Kušnir      | Bielorussia | 249   |
| 4    | Maksim Burov      | Russia      | 236   |
| 5    | Stanislav Nikitin | Russia      | 220   |

#### Gobbe
| Pos. | Nome             | Nazione   | Punti |
| ---- | ---------------- | --------- | ----- |
| 1    | Mikaël Kingsbury | Canada    | 825   |
| 2    | Ikuma Horishima  | Giappone  | 517   |
| 3    | Benjamin Cavet   | Francia   | 470   |
| 4    | Walter Wallberg  | Svezia    | 461   |
| 5    | Matt Graham      | Australia | 343   |

#### Skicross
| Pos. | Nome                  | Nazione  | Punti |
| ---- | --------------------- | -------- | ----- |
| 1    | Bastien Midol         | Francia  | 756   |
| 2    | Jean-Frédéric Chapuis | Francia  | 572   |
| 3    | Alex Fiva             | Svizzera | 503   |
| 4    | Brady Leman           | Canada   | 419   |
| 5    | Florian Wilmsmann     | Germania | 307   |

#### Halfpipe
| Pos. | Nome           | Nazione       | Punti |
| ---- | -------------- | ------------- | ----- |
| 1    | Simon d'Artois | Canada        | 256   |
| 2    | Nico Porteous  | Nuova Zelanda | 225   |
| 3    | David Wise     | Stati Uniti   | 210   |
| 4    | Hunter Hess    | Stati Uniti   | 178   |
| 5    | Thomas Krief   | Francia       | 164   |

#### Slopestyle
| Pos. | Nome             | Nazione     | Punti |
| ---- | ---------------- | ----------- | ----- |
| 1    | Mac Forehand     | Stati Uniti | 247   |
| 2    | Max Moffatt      | Canada      | 213   |
| 3    | Andri Ragettli   | Svizzera    | 205   |
| 4    | Oliwer Magnusson | Svezia      | 185   |
| 5    | Colby Stevenson  | Stati Uniti | 167   |

#### Big air
| Pos. | Nome           | Nazione  | Punti |
| ---- | -------------- | -------- | ----- |
| 1    | Andri Ragettli | Svizzera | 220   |
| 2    | Birk Ruud      | Norvegia | 172   |
| 3    | Fabian Bösch   | Svizzera | 130   |
| 4    | Lukas Müllauer | Austria  | 105   |
| 5    | Evan McEachran | Canada   | 104   |

#### Cross Alps Tour
| Pos. | Nome           | Nazione  | Punti |
| ---- | -------------- | -------- | ----- |
| 1    | Bastien Midol  | Francia  | 210   |
| 2    | Jonathan Midol | Francia  | 160   |
| 3    | Brady Leman    | Canada   | 126   |
| 4    | Joos Berry     | Svizzera | 121   |
| 5    | Alex Fiva      | Svizzera | 119   |

## Donne

### Risultati
| Data             | Località               | Nazione       | Spec. | Primo                                  | Secondo                                 | Terzo                                   |
| ---------------- | ---------------------- | ------------- | ----- | -------------------------------------- | --------------------------------------- | --------------------------------------- |
| 7 settembre 2018 | Cardrona               | Nuova Zelanda | BA    | Elena Gaskell                          | Caroline Claire                         | Yuki Tsubota                            |
| 4 novembre 2018  | Modena                 | Italia        | BA    | Mathilde Gremaud                       | Sarah Höfflin                           | Kea Kühnel                              |
| 23 novembre 2018 | Alpi dello Stubai      | Austria       | SS    | Kelly Sildaru                          | Sarah Höfflin                           | Mathilde Gremaud                        |
| 7 dicembre 2018  | Copper Mountain        | Stati Uniti   | HP    | Kelly Sildaru                          | Cassie Sharpe                           | Brita Sigourney                         |
| 7 dicembre 2018  | Ruka                   | Finlandia     | MO    | Perrine Laffont                        | Julija Galyševa                         | Tess Johnson                            |
| 7 dicembre 2018  | Val Thorens            | Francia       | SX    | annullata                              | annullata                               | annullata                               |
| 8 dicembre 2018  | Val Thorens            | Francia       | SX    | annullata                              | annullata                               | annullata                               |
| 15 dicembre 2018 | Montafon               | Austria       | SX    | annullata                              | annullata                               | annullata                               |
| 15 dicembre 2018 | Thaiwoo                | Cina          | MO    | Jaelin Kauf                            | Jakara Anthony                          | Perrine Laffont                         |
| 16 dicembre 2018 | Thaiwoo                | Cina          | DM    | Jaelin Kauf                            | Perrine Laffont                         | Julija Galyševa                         |
| 17 dicembre 2018 | Arosa                  | Svizzera      | SX    | Fanny Smith                            | Sandra Näslund                          | Marielle Thompson                       |
| 20 dicembre 2018 | Secret Garden          | Cina          | HP    | Zhang Kexin                            | Rachael Karker                          | Li Fanghui                              |
| 21 dicembre 2018 | San Candido            | Italia        | SX    | Fanny Smith                            | Sandra Näslund                          | Marielle Berger Sabbatel                |
| 22 dicembre 2018 | San Candido            | Italia        | SX    | Sandra Näslund                         | Marielle Thompson                       | Sanna Lüdi                              |
| 12 gennaio 2019  | Font-Romeu-Odeillo-Via | Francia       | SS    | Sarah Höfflin                          | Eileen Gu                               | Giulia Tanno                            |
| 12 gennaio 2019  | Calgary                | Canada        | MO    | Julija Galyševa                        | Perrine Laffont                         | Jaelin Kauf                             |
| 18 gennaio 2019  | Lake Placid            | Stati Uniti   | MO    | Jakara Anthony                         | Perrine Laffont                         | Tess Johnson                            |
| 19 gennaio 2019  | Lake Placid            | Stati Uniti   | AE    | Xu Mengtao                             | Shao Qi                                 | Xu Nuo                                  |
| 19 gennaio 2019  | Idre                   | Svezia        | SX    | Heidi Zacher                           | Marielle Thompson                       | Fanny Smith                             |
| 20 gennaio 2019  | Idre                   | Svezia        | SX    | Fanny Smith                            | Brittany Phelan                         | Kelsey Serwa                            |
| 26 gennaio 2019  | Blue Mountain          | Canada        | SX    | Fanny Smith                            | Marielle Thompson                       | Alizée Baron                            |
| 26 gennaio 2019  | Mont Tremblant         | Canada        | MO    | Perrine Laffont                        | Jakara Anthony                          | Justine Dufour-Lapointe                 |
| 27 gennaio 2019  | Alpe di Siusi          | Italia        | SS    | Eileen Gu                              | Megan Oldham                            | Julia Krass                             |
| 13 febbraio 2019 | San Pietroburgo        | Russia        | AE    | annullata                              | annullata                               | annullata                               |
| 16 febbraio 2019 | Calgary                | Canada        | HP    | Cassie Sharpe                          | Rachael Karker                          | Zhang Kexin                             |
| 16 febbraio 2019 | Feldberg               | Germania      | SX    | Sandra Näslund                         | Lisa Andersson                          | Alizée Baron                            |
| 16 febbraio 2019 | Mosca                  | Russia        | AE    | Aljaksandra Ramanoŭskaja               | Laura Peel                              | Xu Mengtao                              |
| 17 febbraio 2019 | Feldberg               | Germania      | SX    | Sandra Näslund                         | Andrea Limbacher                        | Brittany Phelan                         |
| 23 febbraio 2019 | Minsk                  | Bielorussia   | AE    | Xu Mengtao                             | Xu Sicun                                | Shao Qi                                 |
| 23 febbraio 2019 | Sunny Valley           | Russia        | SX    | Fanny Smith                            | Sandra Näslund                          | Andrea Limbacher                        |
| 23 febbraio 2019 | Tazawako               | Giappone      | MO    | Perrine Laffont                        | Jakara Anthony                          | Julija Galyševa                         |
| 24 febbraio 2019 | Sunny Valley           | Russia        | SX    | Fanny Smith                            | Sanna Lüdi                              | Alizée Baron                            |
| 24 febbraio 2019 | Tazawako               | Giappone      | DM    | Perrine Laffont                        | Jaelin Kauf                             | Jakara Anthony                          |
| 2 marzo 2019     | Shymbulak              | Kazakistan    | MO    | Julija Galyševa                        | Perrine Laffont                         | Justine Dufour-Lapointe                 |
| 2 marzo 2019     | Shimao Lotus Mountain  | Cina          | AE    | Laura Peel                             | Xu Sicun                                | Ashley Caldwell                         |
| 3 marzo 2019     | Shymbulak              | Kazakistan    | DM    | annullata                              | annullata                               | annullata                               |
| 3 marzo 2019     | Shimao Lotus Mountain  | Cina          | AE    | Xu Mengtao                             | Ashley Caldwell                         | Xu Sicun                                |
| 3 marzo 2019     | Shimao Lotus Mountain  | Cina          | AET   | Cina I Xu Mengtao Sun Jiaxu Wang Xindi | Cina II Xu Sicun Yang Longxiao Wu Shudi | Cina III Jia Liya Li Boyan Yang Renlong |
| 9 marzo 2019     | Mammoth Mountain       | Stati Uniti   | HP    | Cassie Sharpe                          | Kelly Sildaru                           | Zhang Kexin                             |
| 10 marzo 2019    | Mammoth Mountain       | Stati Uniti   | SS    | Mathilde Gremaud                       | Johanne Killi                           | Megan Oldham                            |
| 16 marzo 2019    | Québec                 | Canada        | BA    | Mathilde Gremaud                       | Kea Kühnel                              | Elena Gaskell                           |
| 17 marzo 2019    | Québec                 | Canada        | SS    | annullata                              | annullata                               | annullata                               |
| 17 marzo 2019    | Veysonnaz              | Svizzera      | SX    | Marielle Thompson                      | Sandra Näslund                          | Alizée Baron                            |
| 21 marzo 2019    | Tignes                 | Francia       | HP    | annullata                              | annullata                               | annullata                               |
| 23 marzo 2019    | Oslo                   | Norvegia      | BA    | annullata                              | annullata                               | annullata                               |
| 30 marzo 2019    | Silvaplana             | Svizzera      | SS    | Megan Oldham                           | Tess Ledeux                             | Silvia Bertagna                         |

Legenda: 

AE = Salti 

BA = Big air 

HP = Halfpipe 

MO = Gobbe 

DM = Gobbe in parallelo 

SS = Slopestyle 

SX = Ski cross 

T = gara a squadre

### Classifiche

#### Generale
| Pos. | Nome              | Nazione     | Punti |
| ---- | ----------------- | ----------- | ----- |
| 1    | Perrine Laffont   | Francia     | 86,67 |
| 2    | Xu Mengtao        | Cina        | 82,00 |
| 3    | Fanny Smith       | Svizzera    | 72,64 |
| 4    | Sandra Näslund    | Svezia      | 68,64 |
| 5    | Jaelin Kauf       | Stati Uniti | 63,33 |
| 6    | Jakara Anthony    | Australia   | 60,56 |
| 7    | Xu Sicun          | Cina        | 59,80 |
| 8    | Marielle Thompson | Canada      | 59,64 |
| 9    | Julija Galyševa   | Kazakistan  | 59,22 |
| 10   | Megan Oldham      | Canada      | 56,20 |

#### Salti
| Pos. | Nome            | Nazione     | Punti |
| ---- | --------------- | ----------- | ----- |
| 1    | Xu Mengtao      | Cina        | 410   |
| 2    | Xu Sicun        | Cina        | 299   |
| 3    | Laura Peel      | Australia   | 256   |
| 4    | Ashley Caldwell | Stati Uniti | 240   |
| 5    | Qi Shao         | Cina        | 202   |

#### Gobbe
| Pos. | Nome            | Nazione     | Punti |
| ---- | --------------- | ----------- | ----- |
| 1    | Perrine Laffont | Francia     | 780   |
| 2    | Jaelin Kauf     | Stati Uniti | 570   |
| 3    | Jakara Anthony  | Australia   | 545   |
| 4    | Julija Galyševa | Kazakistan  | 533   |
| 5    | Tess Johnson    | Stati Uniti | 349   |

#### Skicross
| Pos. | Nome              | Nazione  | Punti |
| ---- | ----------------- | -------- | ----- |
| 1    | Fanny Smith       | Svizzera | 799   |
| 2    | Sandra Näslund    | Svezia   | 755   |
| 3    | Marielle Thompson | Canada   | 656   |
| 4    | Alizée Baron      | Francia  | 484   |
| 5    | Brittany Phelan   | Canada   | 467   |

#### Halfpipe
| Pos. | Nome           | Nazione | Punti |
| ---- | -------------- | ------- | ----- |
| 1    | Cassie Sharpe  | Canada  | 280   |
| 2    | Rachael Karker | Canada  | 260   |
| 3    | Zhang Kexin    | Cina    | 256   |
| 4    | Kelly Sildaru  | Estonia | 180   |
| 5    | Fanghui Li     | Cina    | 156   |

#### Slopestyle
| Pos. | Nome             | Nazione     | Punti |
| ---- | ---------------- | ----------- | ----- |
| 1    | Megan Oldham     | Canada      | 281   |
| 2    | Sarah Höfflin    | Svizzera    | 280   |
| 3    | Eileen Gu        | Stati Uniti | 204   |
| 4    | Mathilde Gremaud | Svizzera    | 192   |
| 5    | Silvia Bertagna  | Italia      | 184   |

#### Big air
| Pos. | Nome             | Nazione  | Punti |
| ---- | ---------------- | -------- | ----- |
| 1    | Elena Gaskell    | Canada   | 210   |
| 2    | Mathilde Gremaud | Svizzera | 200   |
| 3    | Kea Kühnel       | Germania | 140   |
| 4    | Silvia Bertagna  | Italia   | 118   |
| 5    | Yuki Tsubota     | Canada   | 110   |

#### Cross Alps Tour
| Pos. | Nome                     | Nazione  | Punti |
| ---- | ------------------------ | -------- | ----- |
| 1    | Sandra Näslund           | Svezia   | 260   |
| 2    | Fanny Smith              | Svizzera | 245   |
| 3    | Marielle Thompson        | Canada   | 190   |
| 4    | Marielle Berger Sabbatel | Francia  | 125   |
| 5    | Sanna Lüdi               | Svizzera | 111   |

## Coppa delle Nazioni
| Pos. | Nazione     | Punti |
| ---- | ----------- | ----- |
| 1    | Canada      | 6266  |
| 2    | Stati Uniti | 4980  |
| 3    | Svizzera    | 4505  |
| 4    | Francia     | 4206  |
| 5    | Svezia      | 2699  |